# Pica-pau-incandescente-indiano
O pica-pau-incandescente-indiano (Dinopium benghalense) é um pica-pau amplamente distribuído no subcontinente indiano. É um dos poucos pica-paus vistos em áreas urbanas. Tem um chamado característico de chocalho e um voo ondulante. É o único pica-pau de dorso dourado com a garganta e a garupa pretas.

## Taxonomia
O pica-pau-incandescente-indiano foi descrito e ilustrado por dois naturalistas ingleses pré-Lineu a partir de um espécime seco que havia sido levado para Londres. Em 1738, Eleazar Albin incluiu a ave como “Bengall Woodpecker” em sua obra A Natural History of Birds e, em 1751, George Edwards incluiu o “Spotted Indian Woodpecker” em sua obra A Natural History of Uncommon Birds. O pica-pau-incandescente-indiano foi formalmente descrito pelo naturalista sueco Lineu em 1758, na décima edição de sua obra Systema Naturae, com o nome binomial Picus benghalensis. Ele citou as descrições anteriores de Albin e Edwards. Esse pica-pau agora é colocado no gênero Dinopium, que foi introduzido pelo polímata francês Constantine Samuel Rafinesque em 1814.
Cinco subespécies são reconhecidas:
- A subespécie indicada (D. b. benghalense) é encontrada em toda a Índia, em altitudes baixas de até cerca de 1.000 m.

- A raça do árido noroeste da Índia e do Paquistão, D. b. dilutum (Blyth, 1852), tem partes superiores amarelas pálidas, uma crista longa e partes inferiores mais brancas do que a raça indicada das planícies do Ganges. As partes superiores têm menos manchas. Prefere se reproduzir em tamargueiras velhas e retorcidas, troncos de Acacia e Dalbergia.

- A forma do sul da Península, D. b. puncticolle (Malherbe, 1845), tem garganta preta com pequenas manchas triangulares brancas e partes superiores amarelo-douradas brilhantes.

- A subespécie encontrada nos Gates Ocidentais é separada como D. b. tehminae (Whistler [en] & Kinnear [en], 1934), (nomeada em homenagem à esposa de Sálim Ali) e é mais oliva na parte superior, tem manchas finas na garganta preta e as manchas na cobertura das asas não são distintas.

- A raça do norte do Sri Lanka, D. b. jaffnense (Whistler, 1944), tem um bico mais curto.[8]

O pica-pau-incandescente-vermelho [en] do Sri Lanka (Dinopium psarodes) era anteriormente tratado como uma subespécie do pica-pau-incandescente-indiano. Ele tem dorso carmesim e todas as marcas escuras são mais pretas e mais extensas. Às vezes, interage com o D. b. jaffnense perto de Putalão, Kekirawa e Triquinimale.

## Descrição

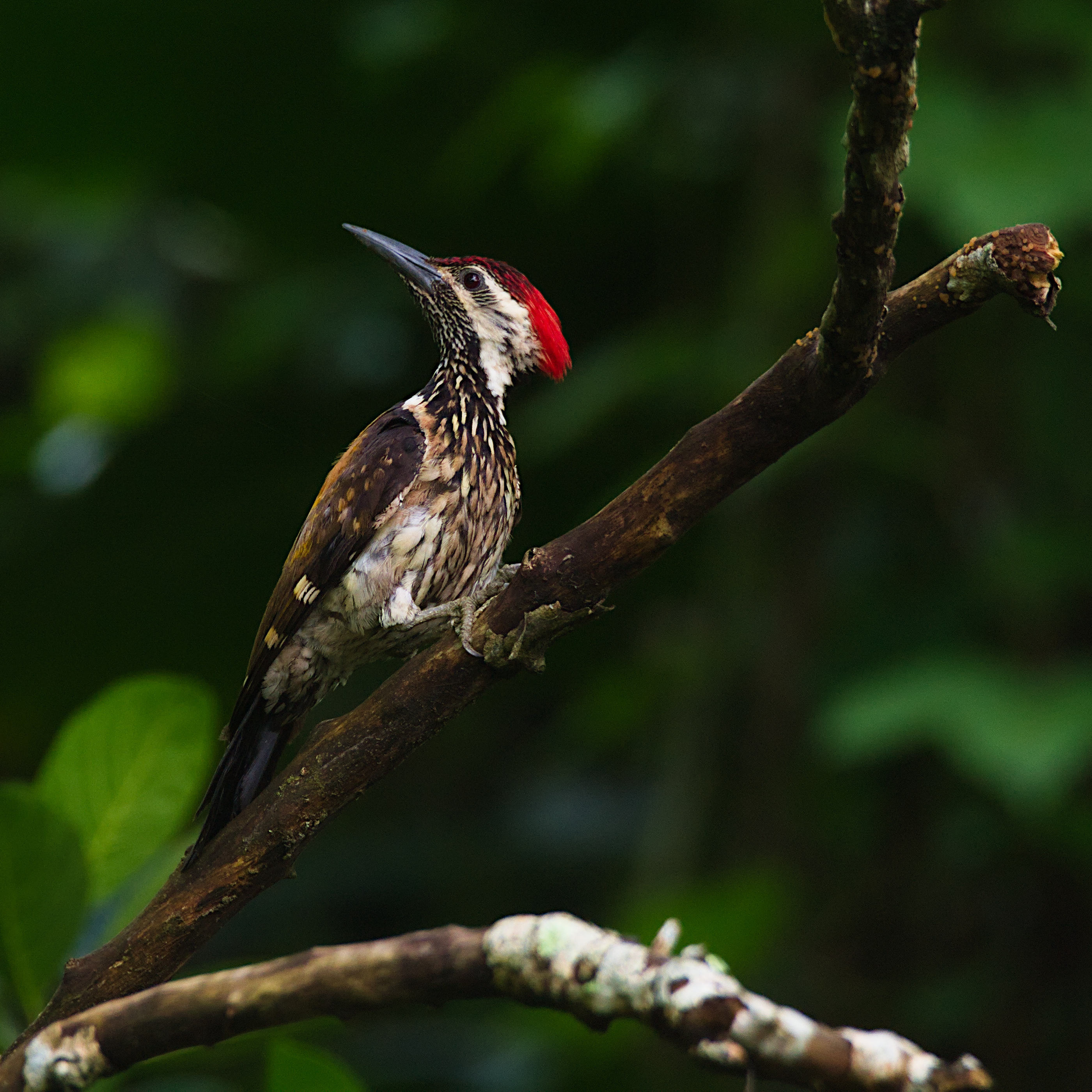
Em Guwahati, Índia.

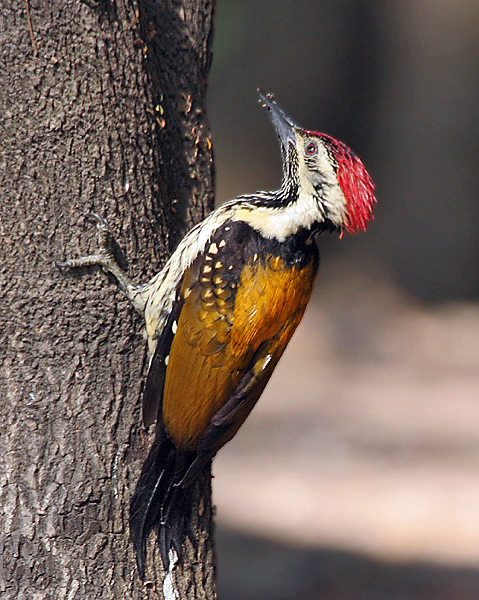
Em Calcutá, Índia.

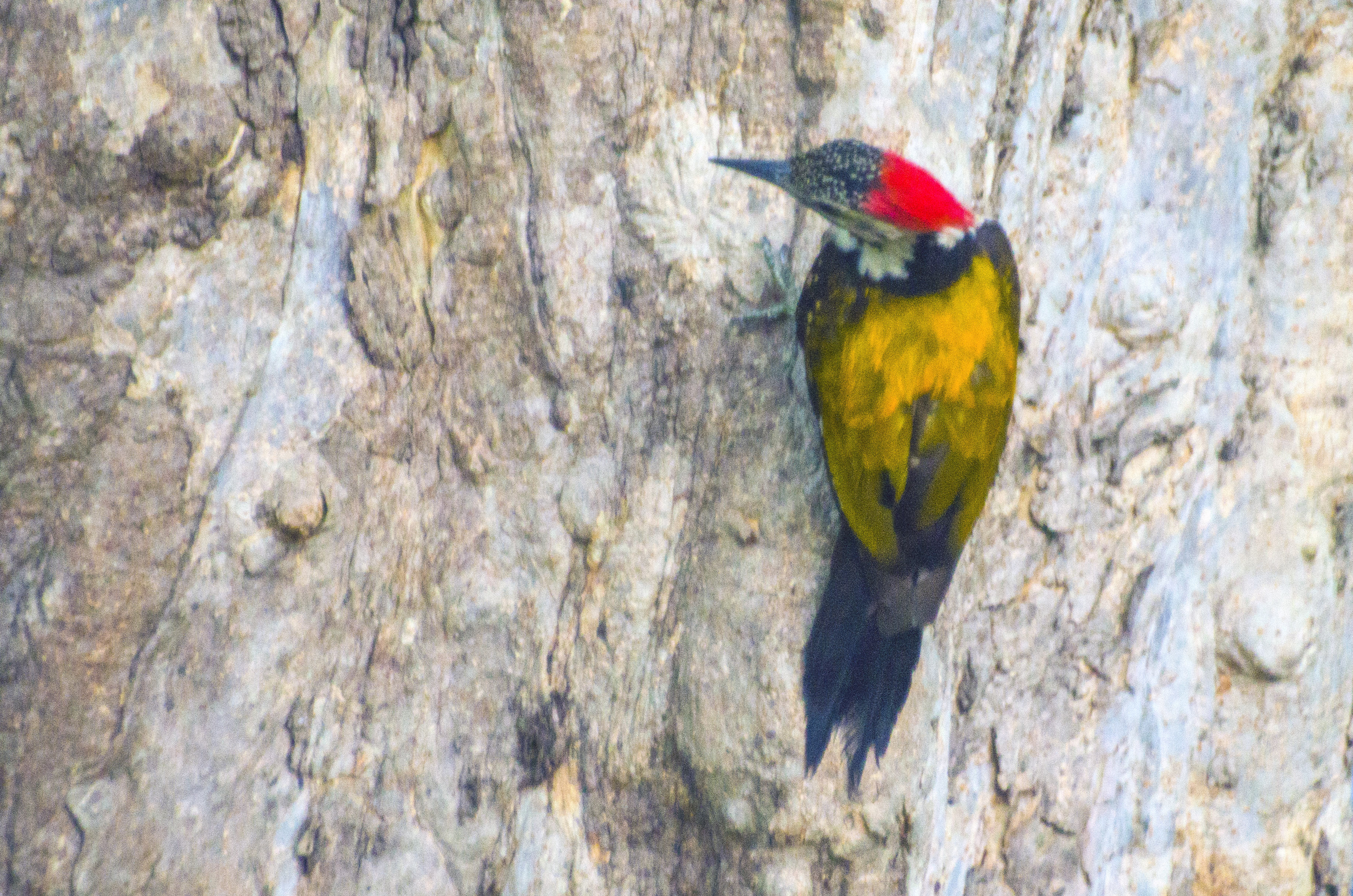
Em Bidhannagar, ao lado do canal, em Calcutá.

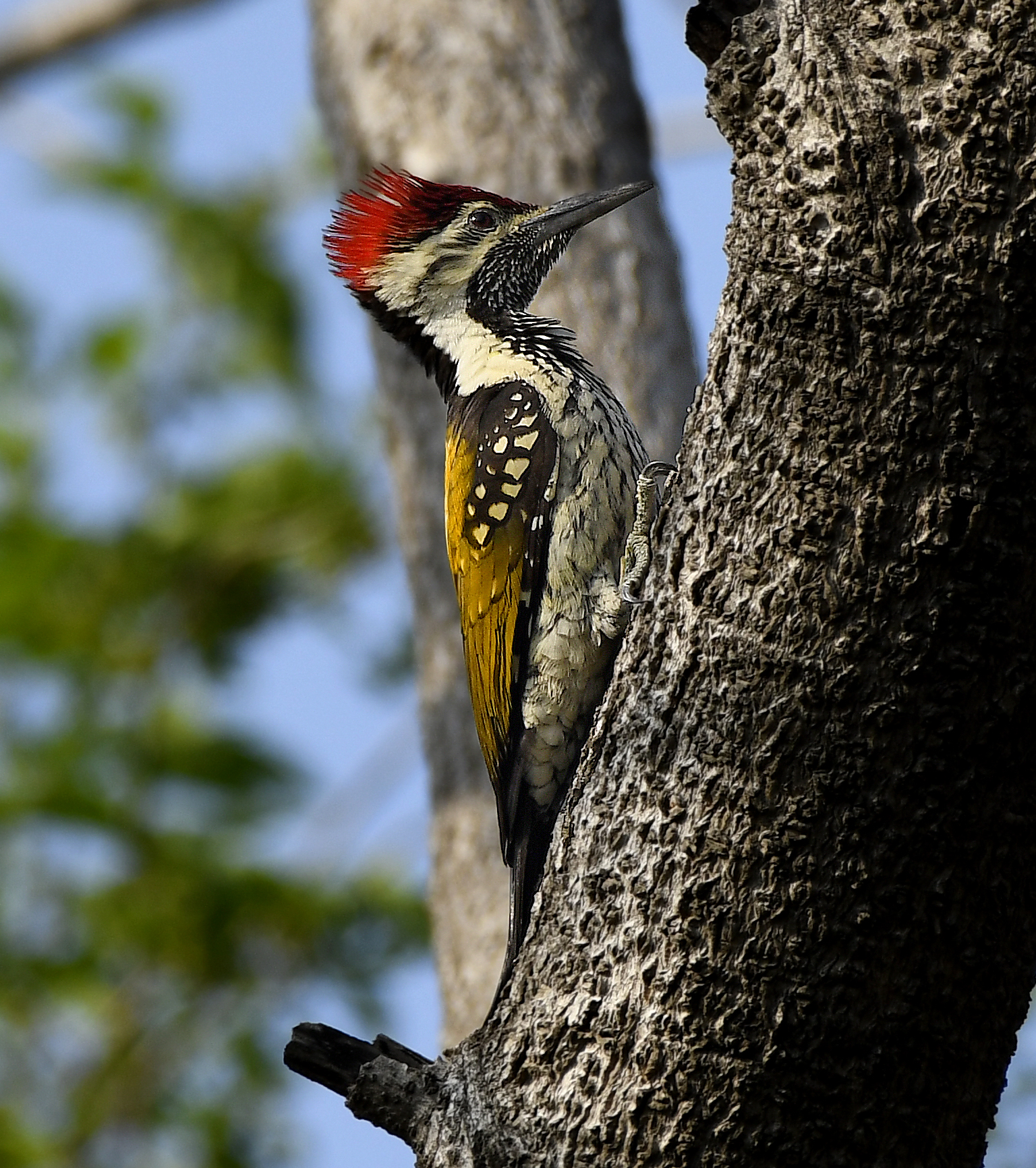
Pica-pau-incandescente-indiano em Nova Deli, Índia.

O pica-pau-incandescente-indiano é uma espécie grande, com 26 a 29 cm de comprimento. Tem um formato típico de pica-pau, e as coberturas das asas amarelo-douradas são distintas. A garupa é preta e não vermelha como no pica-pau-sultão-grande [en]. A parte inferior é branca com marcas escuras. A garganta preta finamente marcada com branco o diferencia imediatamente de outros pica-paus de dorso dourado da região indiana. A cabeça é esbranquiçada com a nuca e a garganta pretas, e há um tapa-olho acinzentado. Ao contrário do pica-pau-sultão-grande, ele não tem listras escuras no bigode. O macho adulto tem píleo e crista vermelhas. As fêmeas têm um píleo anterior preto manchado de branco, com vermelho apenas na crista traseira. Os pássaros jovens são como as fêmeas, mas mais opacos.
Assim como outros pica-paus, essa espécie tem um bico reto e pontiagudo, uma cauda rígida para fornecer apoio contra os troncos das árvores e pés zigodáctilos, com dois dedos apontando para frente e dois para trás. A língua longa pode ser lançada para a frente para capturar insetos.
O pica-pau-incandescente-indiano é o único pica-pau de dorso dourado com a garganta e a garupa negras.
Foram registrados pássaros leucísticos. Dois espécimes de pássaros machos do norte dos Gates Ocidentais apresentaram penas com pontas vermelhas na região malar, quase formando uma faixa malar. Foi observado que um espécime fêmea de Lucknow tinha um bico anormal e curvado para baixo, semelhante a um casco.

## Distribuição e habitat
Essa ave é encontrada principalmente nas planícies até uma elevação de cerca de 1.200 m no Paquistão, na Índia ao sul do Himalaia e a leste até o vale ocidental de Assão e Megalaia, em Bangladesh e no Sri Lanka. Está associado à floresta aberta e ao cultivo. É visto com frequência em áreas urbanas com avenidas arborizadas. É um tanto raro na região de Kutch e no deserto do Rajastão.

## Comportamento e ecologia
Essa espécie é normalmente vista em pares ou em pequenos grupos e, às vezes, junta-se a bandos de forrageamento de espécies mistas. Elas forrageiam desde o solo até o dossel. Alimentam-se de insetos, principalmente larvas de besouros sob a casca, visitam cupinzeiros e, às vezes, se alimentam de néctar. Como fazem movimentos saltitantes em torno dos galhos, muitas vezes se escondem de predadores em potencial. Adaptam-se bem em habitats modificados pelo homem, fazendo uso de construções artificiais, frutas caídas e até mesmo restos de comida.
A época de reprodução varia de acordo com o clima e vai de fevereiro a julho. Eles frequentemente batem na casca das árvores com seus bicos durante a época de reprodução. O buraco do ninho é geralmente escavado pelas aves e tem uma entrada horizontal que desce em uma cavidade. Às vezes, as aves podem usurpar os buracos de ninhos de outras aves. Também foram observados ninhos em aterros de lama. Os ovos são postos dentro da cavidade sem forro. A ninhada normal é de três ovos e os ovos são alongados e de cor branca brilhante. Os ovos eclodem após cerca de 11 dias de incubação. Os filhotes deixam o ninho após cerca de 20 dias.

## Na cultura
No Sri Lanka, esses pica-paus são conhecidos pelo nome genérico de kæralaa em cingalês. Em algumas partes da ilha, também é chamado de kottoruwa. Esse pássaro aparece em um selo postal do Sri Lanka de 4,50 rupias. Também aparece em um selo postal de 3,75 takas de Bangladesh.